# Serenada străzii
Serenada străzii (titlul original: în germană Straßenserenade) este un film muzical vest-german, realizat în 1953 de regizorul Werner Jacobs, după un subiect de Max Neufeld, protagoniști fiind actorii Vico Torriani, Sybil Werden, Ellinor Jensen și Hans Reiser.

## Rezumat
De când șoferul de autobuz Mario și-a pierdut locul de muncă din cauza unui accident produs din vina lui, el lucrează ca cântăreț de stradă pentru a-și putea plăti datoriile față de escrocul Sachetti. Într-o zi, Wanda Siria, marea vedetă a dansului de la Odeon, și colegul ei Gino Ferro, un cunoscut cântăreț pop, remarcă vocea frumoasă a tânărului talent. Deoarece Gino nu mai poate să cânte sau să înregistreze discuri de un an din cauza unei probleme cu laringele, casa de discuri REGINA a intrat în dificultăți financiare. Acum, Gino vine cu ideea de a lansa noi discuri cu Mario ca Gino Ferro.
După ce planul funcționează cu mare succes, directorul Bartoli insistă ca Gino să-și îndeplinească contractul. Dar acum Mario nu mai are chef să scoată castanele din foc pentru noul său prieten. Vrea să ajungă rapid la Nina lui, fiica săracului profesor de muzică Sandora, care l-a învățat să cânte. Dar fata îl respinge pentru că Mario refuză să-i explice absența de o săptămână. Gino are acum motive să sărbătorească: pe scena Odeon se lasă dublat de invizibilul Mario. Nimeni nu observă șmecheria, cu excepția profesorului Sandora, care a recunoscut vocea fostului său elev.
Din întâmplare, escrocul Sachetti află de acest lucru, așa că încearcă să-l șantajeze pe șeful casei de discuri. Când acest lucru eșuează, el se grăbește în culise la următoarea reprezentație și îl reduce la tăcere pe Mario. Gino este șocat, dar șocul are și ceva bun: dintr-o dată îi revine vocea și cântă mai frumos ca niciodată. Totuși, Sachetti nu renunță atât de ușor. El spune presei și chiar a doua zi se poate citi în ziare cum fuseseră înșelați vizitatorii Odeonului. Apoi Wanda vine cu ideea salvatoare a modului în care ar putea evita scandalul iminent: ea aranjează un „concert al cerșetorului”, cu cântece de vagabonzi care au fost scrise cândva de profesorul Sandora, cântate de Gino și Mario. Numeroși jurnaliști și-au ocupat deja locurile în sală. Ei au simțit deja că va fi o senzație. Dintr-o dată Wanda apare în fața publicului și explică că a fost doar un truc publicitar al casei de discuri, care a vrut să-l  folosească pentru a-l face pe noul cântăreț Mario Monti renumit. Atât presa, cât și restul publicului înțeleg. S-a născut o nouă stea pe cerul șlagărelor.

## Distribuție
- Vico Torriani – Mario Monti
- Sybil Werden – Wanda Siria, dansatoarea
- Ellinor Jensen – Nina
- Hans Reiser – Luigi
- Otto Gebühr – profesorul Teofilo Sandora
- Charles Regnier – Sachetti
- Rolf Wanka – Gino Ferro, cântărețul de șlagăre
- Paul Heidemann – Fabio
- Maria Sebaldt – Carmela
- Walter Janssen – directorul Bartoli
- Herbert Weicker – Carlo

## Melodii din film
- Jodeln kann ich nur, wenn ich verliebt bin de Mattes & Rauch, interpretat de Vico Torriani
- Tango der Nacht de Hans Lang & Meder, interpretat de Vico Torriani